# ریوجی شیموشی
ریوجی شیموشی (انگلیسی: Ryuji Shimoshi؛ زادهٔ ۲۴ ژوئیهٔ ۱۹۸۵) بازیکن فوتبال اهل ژاپن است.
از باشگاه‌هایی که در آن بازی کرده‌است می‌توان به باشگاه فوتبال ساگان توسو اشاره کرد.